# Adil Abdul-Mahdi
Adil Abdul-Mahdi al-Muntafiki (Bagdá, 1 de janeiro de 1942) é um político iraquiano que exerceu o cargo de primeiro-ministro do Iraque de outubro de 2018 a maio de 2020. Abdul-Mahdi é economista por formação e foi um dos vice-presidentes do Iraque de 2005 a 2011. Anteriormente, atuou como ministro das Finanças no governo provisório e ministro do Petróleo de 2014 a 2016.
Abdul-Mahdi é um ex-membro do poderoso partido xiita, o Conselho Supremo Islâmico do Iraque, ou SIIC. Há muito tempo sediado no vizinho Irã, o grupo se opôs à administração dos Estados Unidos, mantendo laços estreitos com outros grupos apoiados pelos EUA que se opunham a Saddam Hussein, incluindo os curdos e o Congresso Nacional do Iraque.

## Renúncia
Em 29 de novembro de 2019, após semanas de protestos violentos, Mahdi anunciou que renunciaria ao cargo. O parlamento iraquiano aprovou sua renúncia em 1 de dezembro de 2019. No entanto, ele continuará no cargo até que o parlamento aprove um substituto. Ele foi sucedido por Mustafa Al-Kadhimi.